# Itame acquiaria
Itame acquiaria là một loài bướm đêm trong họ Geometridae.